# Шанхайский кинофестиваль 2006
Девятый Шанхайский международный кинофестиваль прошёл в Шанхае (КНР) с 17 по 25 июня 2006 года. В нём участвовало 764 фильма.

## Жюри
- Люк Бессон (Франция)
- Фэн Сяоган (КНР)
- Мануэль Гутьеррес Арагон (Испания)
- Diana Bracho (Мексика)
- Дункан Кенворти (Великобритания)
- Kwak Kyung-taek (Республика Корея)
- Стэнли Кван (Гонконг, КНР)
- Габриэле Сальваторес (Италия)
- Сюй Цзинлэй (КНР)

## Победители
| Награда                  | Призёр                                               | Страна         |
| ------------------------ | ---------------------------------------------------- | -------------- |
| Лучший фильм             | Четыре минуты, режиссёр Крис Краус                   | Германия       |
| Лучшая режиссура         | Fabienne Godet за фильм При всём моем к Вам уважении | Франция        |
| Лучшая мужская роль      | Оливье Гурме за фильм При всём моем к Вам уважении   | Франция        |
| Лучшая женская роль      | Els Dottermans за фильм Dennis van Rita'             | Бельгия        |
| Лучшая музыка            | фильм Королева реки                                  | Новая Зеландия |
| Лучший сценарий          | фильм Dennis van Rita                                | Бельгия        |
| Лучшая кинематография    | фильм La Terra                                       | Италия         |
| Специальная награда жюри | фильм Tiangou                                        | КНР            |

### Новые таланты Азии
| Награда          | Призёр                                 | Страна  |
| ---------------- | -------------------------------------- | ------- |
| Лучший фильм     | Жизнь в страхе, режиссёр Буй Тхак Тюен | Вьетнам |
| Лучшая режиссура | фильм Lhing vjags kyi ma ni rdo vbum'  | КНР     |

### Приз от прессы
| Награда                          | Призёр                       | Страна  |
| -------------------------------- | ---------------------------- | ------- |
| Лучший фильм                     | Tiangou                      | КНР     |
| Награда за исследовательский дух | Le Parfum de la dame en noir | Франция |
| Лучшие спецэффекты               | Li fa shi                    | КНР     |

### Приз за выдающийся вклад в китайский кинематограф
| Призёр | Страна               |
| ------ | -------------------- |
| Энг Ли | Китайская Республика |

### Специальная награда за достижения в актёрском искусстве
| Призёр       | Страна  |
| ------------ | ------- |
| Катрин Денёв | Франция |